# Gharianus
Gharianus is een geslacht van wandelende takken uit de familie Bacillidae. De wetenschappelijke naam van dit geslacht is voor het eerst voorgesteld door Franz Werner in een publicatie uit 1908.
Dit geslacht is monotypisch, dat wil zeggen dat het maar één soort heeft namelijk Gharianus klaptoczi Werner, 1908 die in Libië voorkomt.